# Balsa de molino

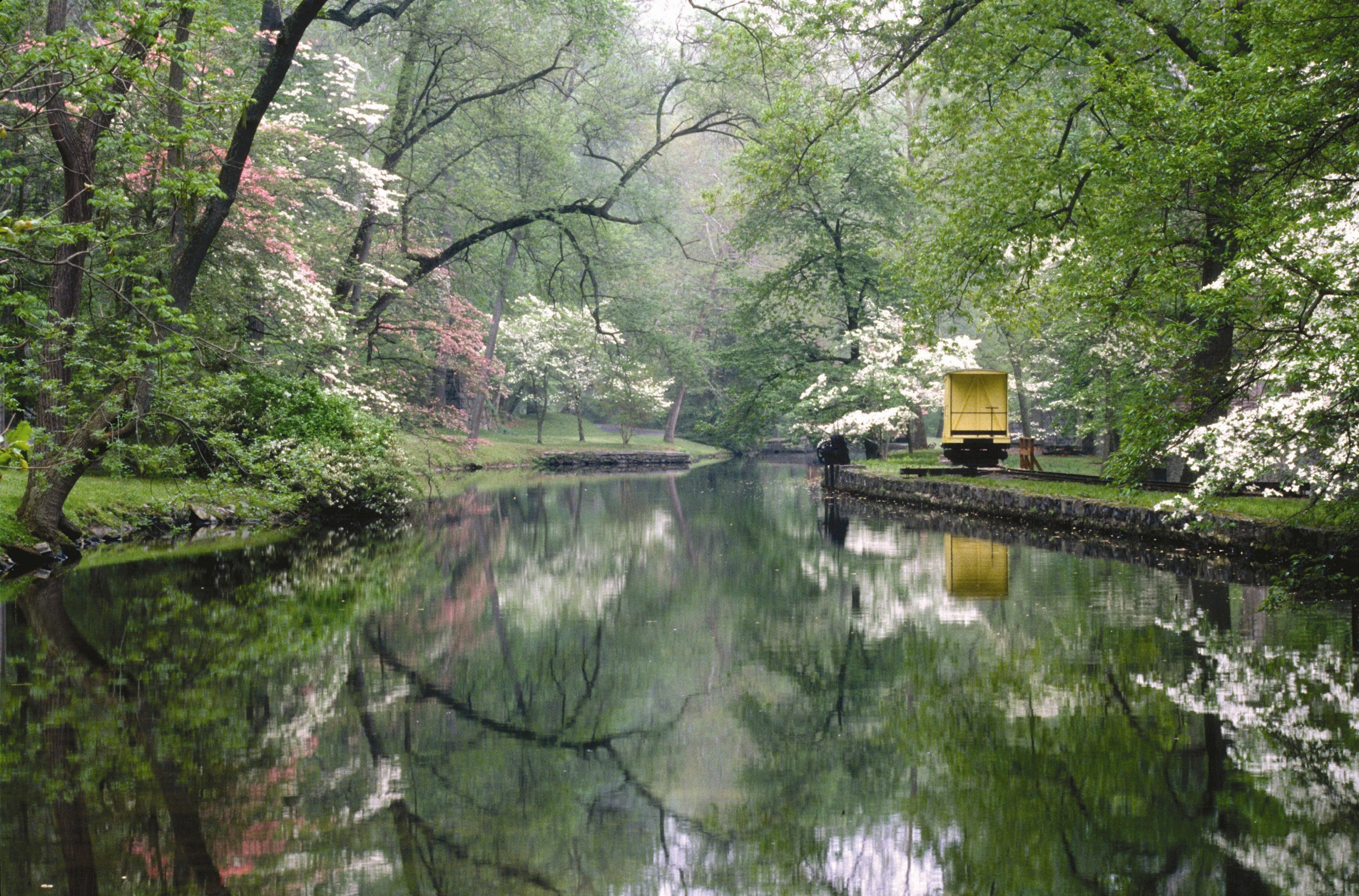
Balsa del molino Hagley en el arroyo Brandywine en Delaware, que alimentaba el caz del molino para el funcionamiento de los molinos de pólvora propiedad de DuPont, un proveedor histórico de armamentos en los EE. UU.

Una balsa de molino (o estanque de molino) es un cuerpo de agua utilizado como depósito para un molino accionado por agua. Los molinos que contaban con balsa se denominan molinos de balsa.

## Descripción
Las balsas de molino a menudo se creaban mediante la construcción de una bocal o pesquera de molino (y un cuérnago) a través de una vía fluvial. El flujo de agua de la balsa hacia el molino era controlada por una compuerta denominada ladrón, por donde el agua fluía hacia una especie de estanque denominado cubo antes de pasar por un conducto denominado saetín hacia el molino. En el país vasco, la balsa y el cubo podían ser reemplazados por un tipo de balsa denominada antepara.
En muchos lugares, el nombre común propio de balsa de molino se ha mantenido a pesar de que el molino haya desaparecido. Este tipo de balsa puede ser alimentada por un arroyo artificial, conocido por varios términos, incluidos levada, cuérnago, caz de molino, etc. El caz o cuérnago que sale del estanque del molino es el caz del molino, que junto con vertederos, presas, canales y el terreno que establece el estanque del molino, entrega agua a la rueda del molino para convertir la energía potencial y/o cinética del agua en energía mecánica al girar la muela del molino. La producción de potencia mecánica es el propósito de este sistema hidráulico de ingeniería civil.
El término balsa de molino se utiliza a menudo en el lenguaje coloquial y en la literatura para referirse a un cuerpo de agua muy plano. Los testigos del naufragio del RMS Titanic afirmaron que el mar parecía "una balsa de molino".

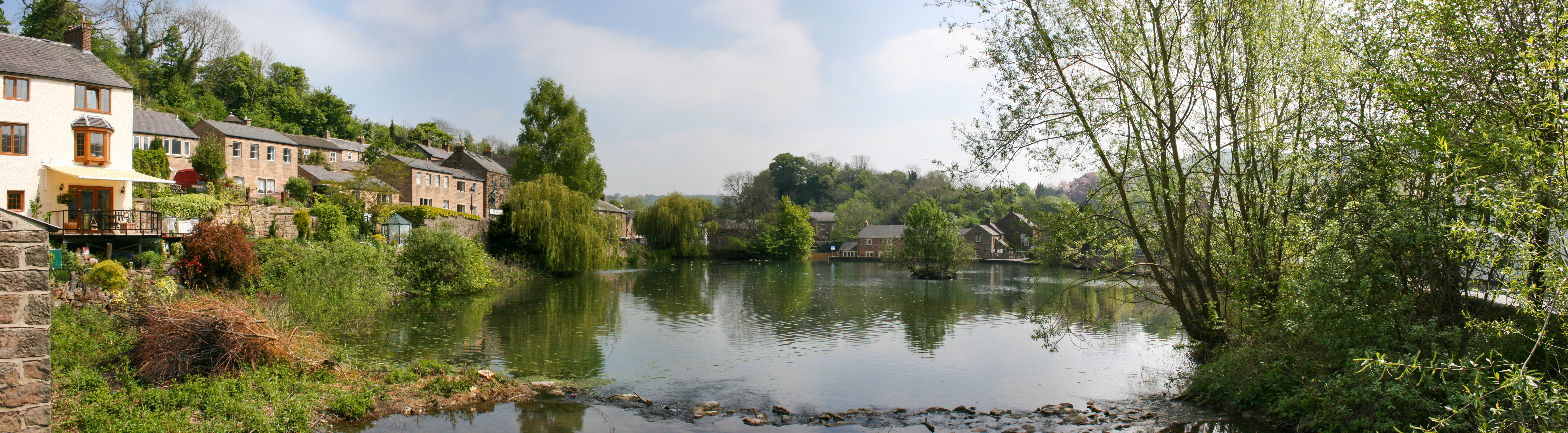
Panorama de la balsa del molino de Cromford, Derbyshire, Inglaterra